# Devlin DeFrancesco
Devlin DeFrancesco (Toronto, 17 gennaio 2000) è un pilota automobilistico canadese con passaporto italiano, vincitore nel 2017 della Formula 3 spagnola, ha corso per due stagioni, dal 2022 al 2023 in IndyCar con il team Andretti.

## Carriera

### Formula 4
Nel 2015 DeFrancesco esordisce in monoposto nel campionato Ginetta Junior, l'anno seguente partecipa sia alla Formula 4 Britannica che alla Formula 4 italiana. Per il campionato Britannico corre con il team Carlin, vince tre gare e conquista dieci podi e chiude al quinto posto in classifica. Invece nel campionato italiano non riesce ad arrivare al podio e chiude al diciannovesimo posto finale.

### Euroformula Open
Nel 2017 viene ingaggiato dalla Carlin per la Euroformula Open e per il Campionato spagnolo di formula 3. Nel primo vince una gara sul Circuito di Catalogna e conquista sette podi. Finisce la stagione al terzo posto. Nel secondo riesce a vincere il suo primo titolo in monoposto.

### Formula 3

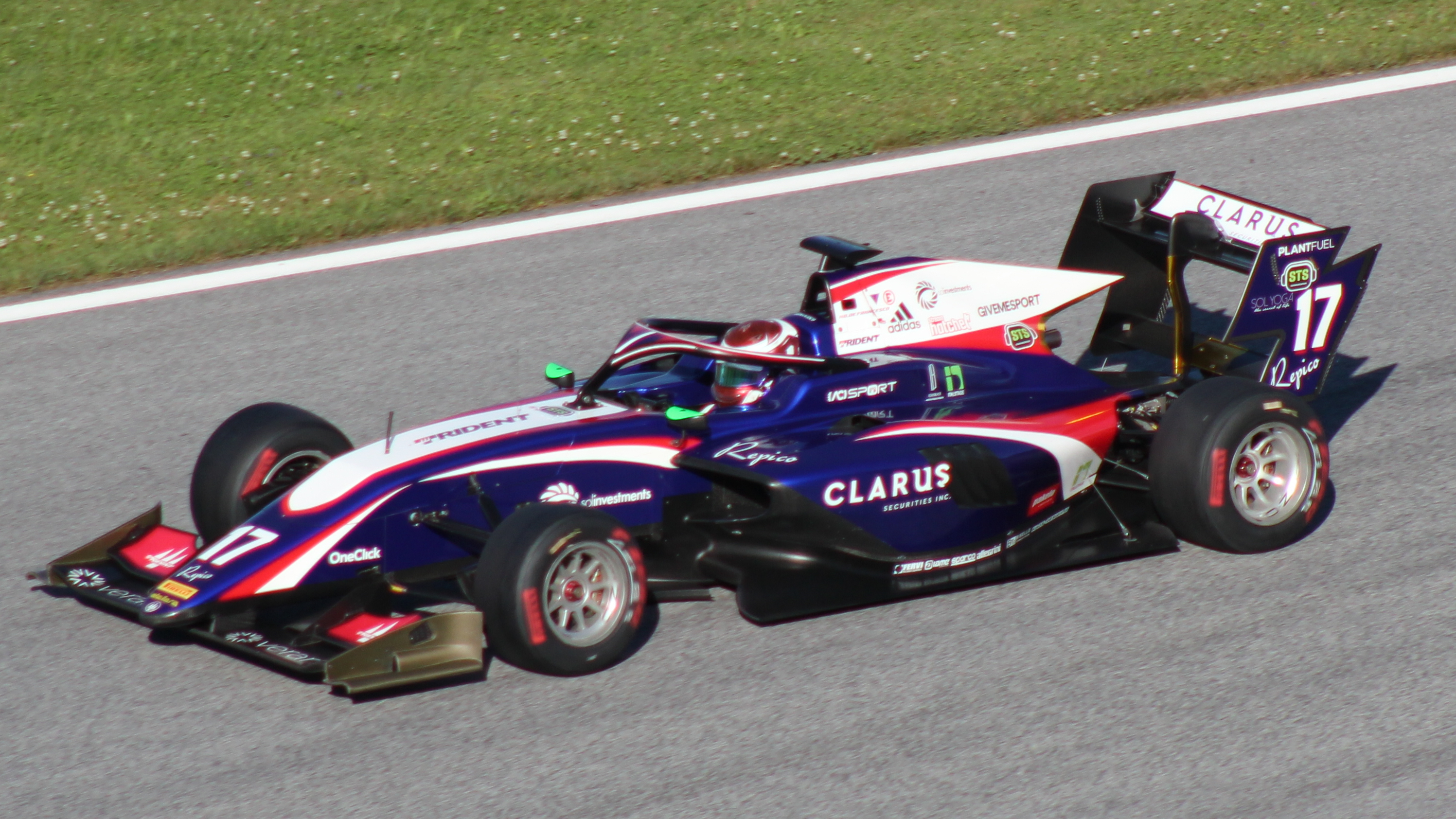
DeFrancesco in Formula 3 nel 2019

Nel 2017 continua il rapporto con il team Carlin per correre sei gare del campionato di Formula 3 europea e il Gran Premio di Macao. Nel 2018 DeFrancesco partecipa al campionato GP3 con il team olandese MP Motorsport in contemporanea corre anche in sei gare del campionato di Formula 3 europea ancora con il team Carlin.
Nel 2019 viene ingaggiato dal team Trident per correre nel campionato di Formula 3. Ma nell'intera stagione non riesce a conquistare nessun punto e chiude al venticinquesimo posto. Nel dicembre nel 2019 partecipa anche al campionato di Formula 3 asiatica con il team Absolute Racing. Conquista una pole position e tre podi. Finisce il campionato in settima posizione nella classifica finale.

### Road to Indy
Nel 2020 DeFrancesco lascia le corse europee per correre negli Stati Uniti nella Indy Pro 2000, la seconda serie propedeutica della IndyCar con il team Andretti. Nella prima gara conquista subito un podio (2º posto) nel circuito di Road America, arriva la sua prima vittoria al circuito di Gateway Motorsports Park, si ripete vincendo anche la gara del New Jersey Motorsports Park. Conclude la stagione al secondo posto con due vittorie e sei podi.
Nel 2021 sale di categoria nella Indy Lights sempre con il team Andretti Autosport. Nelle prime due gare sul circuito di Birmingham conquista due terzi posti. Nel resto della stagione sfiora il podio in diverse occasioni e chiude sesto in classifica generale.

### IMSA
Nel 2018 DeFrancesco partecipa con il team JDC-Miller MotorSports nella categoria Prototipi due gare del campionato IMSA, la 24 Ore di Daytona concludendo sesto in gara e alla Petit Le Mans concludendo nono. L'anno seguente corre con lo stesso team nella nuova categoria Dpi corre la sua seconda 24 Ore di Daytona concludendo quinto in assoluto.
Nel 2021 con il team DragonSpeed USA partecipa alla sua terza 24 Ore di Daytona, questa volta nella categoria LMP2. Si qualificano sesti e finiscono terzi in gara.
DeFrancesco partecipa alla 24 Ore di Daytona anche nel 2022, sempre nella classe LMP2 con il team DragonSpeed. Insieme a lui ci saranno Colton Herta, Eric Lux e Patricio O'Ward. L'equipaggio si qualifica quinto e in gara riesce a rimontare fino a trionfare nella loro categoria. Anche nel 2023 torna a Daytona, dividendo la Ligier LMP2 del team Rick Ware Racing con Eric Lux, Austin Cindric e Pietro Fittipaldi. Nel 2024 corre la 24 Ore di Daytona con la Lamborghini Huracán GT3 Evo 2 del team Forte Racing nella classe GTD.

### IndyCar
Dopo aver concluse sesto nel campionato di Indy Lights, DeFrancesco partecipa con Kyle Kirkwood ai suoi primi test a guida di una vettura IndyCar con il team Andretti Autosport. Il 4 novembre 2021 viene ufficializzato il passaggio di DeFrancesco in IndyCar con l'auto numero 29 del team Andretti Steinbrenner Autosport. Il canadese rimane legato per due stagioni al team Andretti. Per la stagione 2024 non trova un sedile nella serie ma torna l'anno seguente guidando per il team Rahal Letterman Lanigan Racing. 

## Risultati

### Riassunto carriera
| Stagione | Serie                       | Team                            | Gare | Vittorie | Pole | Gpv | Podio | Punti | Pos. |
| -------- | --------------------------- | ------------------------------- | ---- | -------- | ---- | --- | ----- | ----- | ---- |
| 2015     | Ginetta Junior Championship | HHC Motorsport                  | 12   | 0        | 1    | 0   | 0     | 66    | 23°  |
| 2016     | Formula 4 Britannica        | Carlin                          | 30   | 3        | 1    | 2   | 10    | 265   | 5°   |
| 2016     | Formula 4 italiana          | Mücke Motorsport                | 18   | 0        | 0    | 0   | 0     | 40    | 19°  |
| 2016     | Toyota Racing               | Giles Motorsport                | 15   | 0        | 0    | 0   | 0     | 465   | 10°  |
| 2017     | Euroformula Open            | Carlin                          | 16   | 1        | 0    | 0   | 7     | 172   | 3°   |
| 2017     | Formula 3 spagnola          | Carlin                          | 6    | 1        | 0    | 0   | 3     | 119   | 1°   |
| 2017     | Formula 3 europea           | Carlin                          | 6    | 0        | 0    | 0   | 0     | 0     | NC†  |
| 2017     | Gran Premio di Macao        | Carlin                          | 1    | 0        | 0    | 0   | 0     | N/A   | DNF  |
| 2018     | GP3 Series                  | MP Motorsport                   | 12   | 0        | 0    | 0   | 0     | 0     | 21°  |
| 2018     | Formula 3 europea           | Carlin                          | 6    | 0        | 0    | 0   | 0     | 0     | 25°  |
| 2018     | Campionato IMSA             | JDC-Miller MotorSports          | 1    | 0        | 0    | 0   | 0     | 47    | 38°  |
| 2019     | Formula 3                   | Trident                         | 16   | 0        | 0    | 0   | 0     | 0     | 25°  |
| 2019     | Campionato IMSA             | JDC-Miller MotorSports          | 1    | 0        | 0    | 0   | 0     | 26    | 32°  |
| 2019–20  | Formula 3 asiatica          | Absolute Racing                 | 9    | 0        | 1    | 1   | 3     | 101   | 7°   |
| 2020     | Indy Pro 2000               | Andretti Autosport              | 17   | 2        | 3    | 1   | 6     | 341   | 2°   |
| 2021     | Indy Lights                 | Andretti Autosport              | 20   | 0        | 0    | 0   | 2     | 326   | 6°   |
| 2021     | Campionato IMSA -LMP2       | DragonSpeed USA                 | 1    | 0        | 0    | 0   | 1     | 0     | NC†  |
| 2022     | IndyCar Series              | Andretti Steinbrenner Autosport | 17   | 0        | 0    | 0   | 0     | 206   | 23°  |
| 2022     | Campionato IMSA - LMP2      | DragonSpeed USA                 | 1    | 1        | 0    | 0   | 1     | 0     | NC‡  |
| 2023     | IndyCar Series              | Andretti Autosport              | 17   | 0        | 0    | 0   | 0     | 177   | 22°  |
| 2023     | Campionato IMSA - LMP2      | Rick Ware Corse                 | 3    | 0        | 0    | 0   | 0     | 484   | 22°  |
| 2024     | Campionato IMSA - GTD       | Forte Racing                    | 2    | 0        | 0    | 1   | 0     | 464*  |      |

* Stagione in corso .

### Risultati Formula 3
| Stagione | Team    | 1          | 2          | 3          | 4          | 5          | 6         | 7          | 8          | 9          | 10         | 11         | 12          | 13         | 14         | 15         | 16         | Punti | Pos. |
| -------- | ------- | ---------- | ---------- | ---------- | ---------- | ---------- | --------- | ---------- | ---------- | ---------- | ---------- | ---------- | ----------- | ---------- | ---------- | ---------- | ---------- | ----- | ---- |
| 2019     | Trident | CAT FEA 23 | CAT SPR 20 | LEC FEA 21 | LEC SPR 21 | RBR FEA 17 | RBR SPR 9 | SIL FEA 27 | SIL SPR 17 | HUN FEA 12 | HUN SPR 11 | SPA FEA 29 | SPA SPR Rit | MNZ FEA 12 | MNZ SPR 16 | SOC FEA 23 | SOC SPR 12 | 0     | 25°  |

### Risultati Indy Pro 2000
| Anno | Team               | 1     | 2     | 3     | 4     | 5     | 6     | 7     | 8     | 9     | 10    | 11    | 12     | 13    | 14     | 15     | 16    | 17    | Punti | Pos. |
| ---- | ------------------ | ----- | ----- | ----- | ----- | ----- | ----- | ----- | ----- | ----- | ----- | ----- | ------ | ----- | ------ | ------ | ----- | ----- | ----- | ---- |
| 2020 | Andretti Autosport | ROA 2 | ROA 4 | MOH 7 | MOH 2 | MOH 3 | LOR 4 | GMP 1 | IMS 4 | IMS 2 | IMS 8 | MDO 4 | MDO 11 | NJM 1 | NJM 10 | NJM 10 | STP 7 | STP 6 | 341   | 2°   |

### Risultati Indy Lights
| Anno | Team               | 1     | 2     | 3      | 4     | 5     | 6     | 7     | 8     | 9      | 10    | 11     | 12     | 13    | 14    | 15     | 16    | 17    | 18    | 19     | 20     | Punti | Pos. |
| ---- | ------------------ | ----- | ----- | ------ | ----- | ----- | ----- | ----- | ----- | ------ | ----- | ------ | ------ | ----- | ----- | ------ | ----- | ----- | ----- | ------ | ------ | ----- | ---- |
| 2021 | Andretti Autosport | ALA 3 | ALA 3 | STP 12 | STP 5 | IMS 7 | IMS 6 | DET 7 | DET 5 | ROA 10 | ROA 6 | MOH1 5 | MOH1 5 | GAT 4 | GAT 5 | POR 11 | POR 7 | LAG 9 | LAG 8 | MOH2 8 | MOH2 4 | 319   | 6°   |

### Risultati IMSA
| Anno    | Team                   | Classe | Auto                          | Motore                    | 1      | 2     | 3   | 4   | 5   | 6   | 7   | 8     | 9   | 10  | Punti | Pos. |
| ------- | ---------------------- | ------ | ----------------------------- | ------------------------- | ------ | ----- | --- | --- | --- | --- | --- | ----- | --- | --- | ----- | ---- |
| 2018    | JDC-Miller MotorSports | P      | Oreca 07                      | Gibson GK428 4.2 L V8     | DAY 6  | SEB   | LBH | MDO | WGL | ELK | LGA | PET 9 |     |     | 47    | 38°  |
| 2019    | JDC-Miller MotorSports | Dpi    | Cadillac DPi-V.R              | Cadillac 5.5L V8          | DAY 6  | SEB   | LBH | MDO | WGL | ELK | LGA | PET   |     |     | 24    | 32°  |
| 2021    | DragonSpeed Corse      | LMP2   | Oreca 07                      | Gibson GK428 4.2 L V8     | DAY 3† | SEB   | MDO | DET | WGL | WGL | ELK | LGA   | PET |     | 0†    | NC   |
| 2022    | DragonSpeed USA        | LMP2   | Oreca 07                      | Gibson GK428 4.2 L V8     | DAY 1  | SEB   | LGA | HDO | WGI | ROA | PET |       |     |     | 0†    | NC   |
| 2023    | Rick Ware Racing       | LMP2   | Ligier LMP2                   | Gibson GK428 4.2 L V8     | DAY 6† | SEB   | LGA | WGL | ELK | IMS | PET |       |     |     | 0†    | NC†  |
| 2024    | Forte Racing           | GTD    | Lamborghini Huracán GT3 Evo 2 | Lamborghini DGF 5.2 L V10 | DAY 16 | SEB 5 | LBH | LGA | WGL | MOS | ELK | VIR   | IMS | PET | 464   | 9°   |
| Legenda |                        |        |                               |                           |        |       |     |     |     |     |     |       |     |     |       |      |

*Stagione in corso.
† I punti sono stati conteggiati solo per la Michelin Endurance Cup e non per il campionato LMP2 complessivo.

### IndyCar Series
| Anno | Squadra                         | Telaio       | Motore | 1      | 2      | 3      | 4      | 5      | 6       | 7      | 8      | 9      | 10     | 11     | 12     | 13     | 14     | 15     | 16     | 17     | Punti | Pos. |
| ---- | ------------------------------- | ------------ | ------ | ------ | ------ | ------ | ------ | ------ | ------- | ------ | ------ | ------ | ------ | ------ | ------ | ------ | ------ | ------ | ------ | ------ | ----- | ---- |
| 2022 | Andretti Steinbrenner Autosport | Dallara DW12 | Honda  | STP 22 | TXS 24 | LBH 25 | ALA 17 | IMS 21 | INDY 20 | DET 18 | ROA 18 | MDO 17 | TOR 18 | IOW 17 | IOW 15 | IMS 18 | NSH 22 | MAD 12 | POR 16 | LAG 15 | 206   | 23°  |
| 2023 | Andretti Autosport              | Dallara DW12 | Honda  | STP 25 | TXS 23 | LBH 16 | ALA 23 | IMS 17 | INDY 13 | DET 12 | ROA 23 | MDO 14 | TOR 23 | IOW 22 | IOW 21 | NSH 26 | IMS 19 | MAD 19 | POR 17 | LAG 22 | 177   | 22°  |
| 2025 | Rahal Letterman Lanigan Racing  | Dallara DW12 | Honda  | STP 22 | THE 20 | LBH 24 | ALA 24 | IMS 17 | INDY    | DET    | GAT    | ROA    | MDO    | IOW    | IOW    | TOR    | LAG    | POR    | MIL    | NSH    | 44*   |      |

* Stagione in corso.